# Sandra Alonso
Sandra Alonso Domínguez (Torrevieja, 19 agosto 1998) è una ciclista su strada e pistard spagnola che corre per il Ceratizit-WNT Pro Cycling Team.

## Carriera
Nel 2022 ha vinto la medaglia di bronzo nella prova in linea ai Giochi del Mediterraneo di Orano.

## Palmarès

### Strada
- 2021 (Bizkaia-Durango, una vittoria)

2ª tappa Setmana Ciclista Valenciana (Castellón de la Plana > Vila-real)
- 2024 (CERATIZIT-WNT Pro Cycling Team, tre vittorie)

2ª tappa Tour de Normandie Féminin (Le Neubourg > Pavilly)
6ª tappa Thüringen Ladies Tour (Schmalkalden > Schmalkalden)
Tour of Guangxi

### Pista
- 2017

Campionati spagnoli, Inseguimento individuale
- 2019

Campionati spagnoli, Inseguimento individuale

## Piazzamenti

### Grandi Giri
- Giro d'Italia

2018: 125ª
2019: 112ª
2020: ritirata (9ª tappa)
2021: fuori tempo massimo (4ª tappa)
- Tour de France

2022: 44ª
2023: 92ª
2024: 83ª

### Competizioni mondiali
- Campionati del mondo

Doha 2016 - In linea Junior: 8ª
Imola 2020 - In linea Elite: 98ª
Wollongong 2022 - Cronometro Elite: 31ª
Wollongong 2022 - Staffetta mista: 10ª
Wollongong 2022 - In linea Elite: ritirato
Glasgow 2023 - Cronometro Elite: 42ª
Glasgow 2023 - Staffetta mista: 11ª
Glasgow 2023 - In linea Elite: 49ª

### Competizioni europee
- Campionati europei su strada

Plumelec 2016 - In linea Junior: 54ª
Herning 2017 - Cronometro Under-23: 24ª
Herning 2017 - In linea Under-23: 57ª
Alkmaar 2019 - In linea Under-23: 20ª
Plouay 2020 - In linea Under-23: 12ª
Trento 2021 - In linea Elite: ritirata
Monaco di Baviera 2022 - Cronometro Elite: 22ª
Monaco di Baviera 2022 - In linea Elite: 15ª
Drenthe 2023 - Cronometro Elite: 28ª
Drenthe 2023 - In linea Elite: ritirata
Limburgo 2024 - Cronometro Elite: 17ª
Limburgo 2024 - In linea Elite: 16ª
- Campionati europei su pista

Plovdiv 2020 - Inseguimento a squadre femminile: 4ª
Plovdiv 2020 - Inseguimento individuale femminile: 8ª